# Andrew Nabbout
Andrew Nabbout (Melbourne, 17 dicembre 1992) è un calciatore australiano, di origini libanesi, attaccante del Melbourne City e della nazionale australiana.

## Caratteristiche tecniche
È un'ala destra.

## Carriera

### Club
Nabbout inizia la sua carriera calcistica nelle giovanili del Brunswick City, dove milita dal 2004 al 2007, per poi trasferirsi al Green Gully e successivamente al Sunshine George Cross. Debutta tra i professionisti nel 2010 proprio con il Sunshine George Cross, collezionando 14 presenze. L'anno successivo passa all'Heidelberg United, dove disputa 32 partite segnando 3 reti, prima di un breve periodo con i Moreland Zebras.
Nel 2013 firma con il Melbourne Victory, con cui rimane per tre stagioni totalizzando 40 presenze e 5 gol. Dopo una breve esperienza in Malaysia con il Negeri Sembilan, dove segna 8 reti in 12 partite, torna in Australia firmando con i Newcastle Jets. Qui vive una delle sue migliori parentesi professionali, mettendo a segno 18 reti in 46 presenze tra il 2016 e il 2018.
Le buone prestazioni gli valgono la chiamata dall'Urawa Red Diamonds, club della J1 League giapponese, con cui disputa 20 partite e realizza un gol. Nel 2019 torna al Melbourne Victory, segnando 8 gol in 22 presenze, prima di passare al Melbourne City nel 2020. Con quest'ultimo club supera le 50 presenze in A-League, confermandosi come uno degli attaccanti più esperti del campionato australiano.

### Nazionale
Nel 2013, Nabbout rifiutò un'offerta della nazionale libanese, esprimendo il desiderio di rappresentare l'Australia a livello internazionale. Il suo debutto con i Socceroos avvenne il 24 marzo 2018, in un'amichevole contro la Norvegia. Il 1º giugno 2018 segnò il suo primo gol internazionale nella vittoria per 4-0 contro la Repubblica Ceca. Successivamente, fu convocato per la Coppa del Mondo FIFA 2018 in Russia, dove giocò da titolare nelle partite contro Francia e Danimarca. Durante quest'ultima partita, subì una lussazione alla spalla, che lo costrinse a saltare il resto del torneo. 
È stato incluso nella lista dei convocati per il Campionato mondiale di calcio 2018.
Nabbout ha collezionato un totale di 10 presenze e 2 gol con la nazionale australiana tra il 2018 e il 2021.

## Statistiche

### Cronologia presenze e reti in nazionale
| Cronologia completa delle presenze e delle reti in nazionale ― Australia | Cronologia completa delle presenze e delle reti in nazionale ― Australia | Cronologia completa delle presenze e delle reti in nazionale ― Australia | Cronologia completa delle presenze e delle reti in nazionale ― Australia | Cronologia completa delle presenze e delle reti in nazionale ― Australia | Cronologia completa delle presenze e delle reti in nazionale ― Australia | Cronologia completa delle presenze e delle reti in nazionale ― Australia | Cronologia completa delle presenze e delle reti in nazionale ― Australia |
| Data                                                                     | Città                                                                    | In casa                                                                  | Risultato                                                                | Ospiti                                                                   | Competizione                                                             | Reti                                                                     | Note                                                                     |
| ------------------------------------------------------------------------ | ------------------------------------------------------------------------ | ------------------------------------------------------------------------ | ------------------------------------------------------------------------ | ------------------------------------------------------------------------ | ------------------------------------------------------------------------ | ------------------------------------------------------------------------ | ------------------------------------------------------------------------ |
| 23-3-2018                                                                | Oslo                                                                     | Norvegia                                                                 | 4 – 1                                                                    | Australia                                                                | Amichevole                                                               | -                                                                        | 67’                                                                      |
| 27-3-2018                                                                | Londra                                                                   | Colombia                                                                 | 0 – 0                                                                    | Australia                                                                | Amichevole                                                               | -                                                                        | 73’                                                                      |
| 1-6-2018                                                                 | Sankt Pölten                                                             | Australia                                                                | 4 – 0                                                                    | Rep. Ceca                                                                | Amichevole                                                               | 1                                                                        | 61’                                                                      |
| 9-6-2018                                                                 | Budapest                                                                 | Ungheria                                                                 | 1 – 2                                                                    | Australia                                                                | Amichevole                                                               | -                                                                        | 46’                                                                      |
| 16-6-2018                                                                | Kazan'                                                                   | Francia                                                                  | 2 – 1                                                                    | Australia                                                                | Mondiali 2018 - 1º turno                                                 | -                                                                        | 64’                                                                      |
| 21-6-2018                                                                | Samara                                                                   | Danimarca                                                                | 1 – 1                                                                    | Australia                                                                | Mondiali 2018 - 1º turno                                                 | -                                                                        | 75’                                                                      |
| 20-11-2018                                                               | Sydney                                                                   | Australia                                                                | 3 – 0                                                                    | Libano                                                                   | Amichevole                                                               | -                                                                        | 69’                                                                      |
| 30-12-2018                                                               | Dubai                                                                    | Oman                                                                     | 0 – 5                                                                    | Australia                                                                | Amichevole                                                               | 1                                                                        | 72’                                                                      |
| 25-1-2019                                                                | al-'Ayn                                                                  | Emirati Arabi Uniti                                                      | 1 – 0                                                                    | Australia                                                                | Coppa d'Asia 2019 - Quarti di finale                                     | -                                                                        | 80’                                                                      |
| 11-11-2021                                                               | Sydney                                                                   | Australia                                                                | 0 – 0                                                                    | Arabia Saudita                                                           | Qual. Mondiali 2022                                                      | -                                                                        | 78’ 89’                                                                  |
| Totale                                                                   |                                                                          | Presenze                                                                 | 10                                                                       |                                                                          | Reti                                                                     | 2                                                                        |                                                                          |

## Palmarès

### Club

#### Competizioni nazionali
- Campionato australiano: 3

Melbourne Victory: 2014-2015
Melbourne City: 2020-2021, 2024-2025
- FFA Cup: 1

Melbourne Victory: 2015
- Premier's Plate: 1

Melbourne City: 2020-2021